# Centroclisis maillardi
Centroclisis maillardi is een insect uit de familie van de mierenleeuwen (Myrmeleontidae), die tot de orde netvleugeligen (Neuroptera) behoort. 
Centroclisis maillardi is voor het eerst wetenschappelijk beschreven door Sélys-Longchamps in 1862.